# Lopholithodes
Lopholithodes is een geslacht van kreeftachtigen uit de klasse van de Malacostraca (hogere kreeftachtigen).

## Soorten
- Lopholithodes foraminatus (Stimpson, 1859)
- Lopholithodes mandtii Brandt, 1848